# Wouter C. Braat
Wouter Cornelis Braat (* 4. Februar 1903 in Delft; † 28. März 2000 in Oegstgeest) war ein niederländischer Archäologe.
Nach dem Schulbesuch in Delft und Apeldoorn studierte er seit 1923 Geschichte und Kunstgeschichte an der Universität Leiden, unter anderem bei den Professoren Johan Huizinga, Herman Theodoor Colenbrander und Martin. Seit 1928 war er wissenschaftlicher Mitarbeiter am Rijksmuseum van Oudheden in Leiden unter der Direktion von Jan Hendrik Holwerda. Parallel dazu schrieb er seine Dissertation De Archaeologie van de Wieringermeer, mit der er im Juni 1932 an der Universität Leiden promoviert wurde. Durch sein besonderes Augenmerk auf die einfachen mittelalterlichen Funde wurde diese Arbeit zu einer Pionierstudie der Mittelalterarchäologie, zu der er auch später noch viele wertvolle Beiträge liefern sollte. Nach seiner Promotion studierte er ein weiteres Semester in Freiburg und Berlin. Am Leidener Museum wurde er Kurator an der klassischen und der niederländische Abteilung. 1968 trat er in den Ruhestand.
In der Vereinigung Oud Leiden war er seit 1931 Mitglied und Sekretär, ab 1936 Vorstandsmitglied, ab 1945 Vizepräsident und ab 1960 Präsident. Ferner war er Präsident des Koninklijke Nederlandse Oudheidkundige Bond (1963–1965 und 1968–1971). 1964 bekam er den Orden von Oranien-Nassau verliehen. In den Jahren 1965 bis 1969 war er Vorsitzender der 1950 gegründeten Commissie voor Volkskunde (Volkskundekommission). 1966 trat Braat von der Präsidentschaft in der Vereinigung Oud Leiden zurück und wurde zum Ehrenvorsitzenden ernannt. Auch nach seiner Pensionierung blieb er den Altertumswissenschaften verbunden und wurde zum kritischen Geist in den Auseinandersetzungen zwischen den Interessen von Bauherren und Ladenbesitzern auf der einen und den Interessen des Denkmalschutzes auf der anderen Seite. Seine jährlich bei den Hauptversammlungen des KNOB (Koninklijke Nederlandse Oudheidkundige Bond) gehaltenen Reden spiegelten Braats' Ideen auf dem Gebiet der Kulturgeschichte und des Denkmalschutzes wider.

## Schriften (Auswahl)
- De archeologie van de Wieringermeer. Een Bijdrage tot de Geschiedenis van het Onststaan der Zuiderzee. Brill, Leiden 1932, (Leiden, Universität, Dissertation, 1932).
- Souburg en Middelburg. In: Oudheidkundige mededelingen uit het Rijksmuseum van Oudheden te Leiden. Nieuwe Reeks, Band 22, 1941, ISSN 0920-4768, S. 52–69.
- Nieuwe vondsten te Middelburg. In: Oudheidkundige mededelingen uit het Rijksmuseum van Oudheden te Leiden. Nieuwe Reeks, Band 23, 1942, S. 15–29.
- mit Jan Hendrik Holwerda: De Holdeurn bij Berg en Dal. Centrum van Pannenbakkerij en Aardewerkindustrie in den romeinschen Tijd (= Oudheidkundige mededelingen uit het Rijksmuseum van Oudheden te Leiden. Nieuwe Reeks, Band 26, Supplement). Brill, Leiden 1946.
- Over kunst en imitatie in de architectuur. In: Apollo, maandschrift voor literatuur en beeldende kunsten. Band 2, 1947, ZDB-ID 1080151-0, S. 177–187.
- Twee Walcherse werven. In: Oudheidkundige mededelingen uit het Rijksmuseum van Oudheden te Leiden. Nieuwe Reeks, Band 36, 1955, S. 14–20.
- als Mitarbeiter: Annie N. Zadoks-Josephus Jitta (Hrsg.): Van Friezen, Franken en Saksen 350–750. Fries Museum Leeuwarden, Leeuwarden 1959.
- Een romaans tinnen lepeltje. In: Oudheidkundige mededelingen uit het Rijksmuseum van Oudheden te Leiden. Nieuwe Reeks, Band 43, 1962, S. 104–106, Tafel 35–37.
- Vorwort in: Artefact. 150 jaar Rijksmuseum van Oudheden 1818–1968. Een keuze uit de verzamelingen. Rijksmuseum van Oudheden, Leiden 1968.
- als Herausgeber mit Hans Klumbach: Spätrömische Gardehelme (= Münchner Beiträge zur Vor- und Frühgeschichte. 15, ISSN 0580-1435). Beck, München 1973.